# Рудольф Брестель
Рудольф Брестель (нім. Rudolf Brestel; *16 травня 1816, Відень — †3 березня 1881, Відень) — австрійський і австро-угорський державний діяч, міністр фінансів Цислейтанії в 1867-1870.

## Життя і кар'єра
Рудольф Брестель народився 16 травня 1816 у Відні; навчався в університеті Палацького і Віденському університеті, математик. У 1836-1840 працював асистентом у Віденській обсерваторії. Пробувши короткий час професором фізики при університеті Палацького, він з 1844 став читати математику у Віденському університеті.
Під час Революції 1848—1849 обраний в Рейхстаг, займав ліберальні позиції. Після придушення революції піддавався політичним переслідуванням; будучи професором, відсторонений від викладання. Виступав як публіцист. У 1861 став депутатом ландтагу Нижньої Австрії, в 1864–1881 був депутатом Рейхстагу.
30 грудня 1867 за ініціативою імператора Франца Йосифа призначений міністром фінансів Цислейтанії. Перебуваючи на посаді, вживав заходів щодо зменшення дефіциту державного бюджету, проводив політику підвищення податків, робив зусилля з реструктуризації державного боргу.
Брестель помер 3 березня 1881 в рідному місті.

## Визнання
У 1883 на честь Брестеля названо провулок у віденському районі Оттакринг (16 округ) — Брестельгассе.